# Jubelfeestbrug
De Jubelfeestbrug (Frans: Pont du Jubilé) is een ijzeren liggerbrug in het Brussels Hoofdstedelijk Gewest op de site van Thurn en Taxis. Het art-nouveaubouwwerk, dat de Jubelfeestlaan verbindt met de Emile Bockstaellaan, is in 1904 ontworpen door ingenieur Frédéric Bruneel. Het volgende jaar werd het in gebruik genomen. De brug bestaat uit drie achtereenvolgende overspanningen, waarvan het middendeel een lengte heeft van 40,66 m.

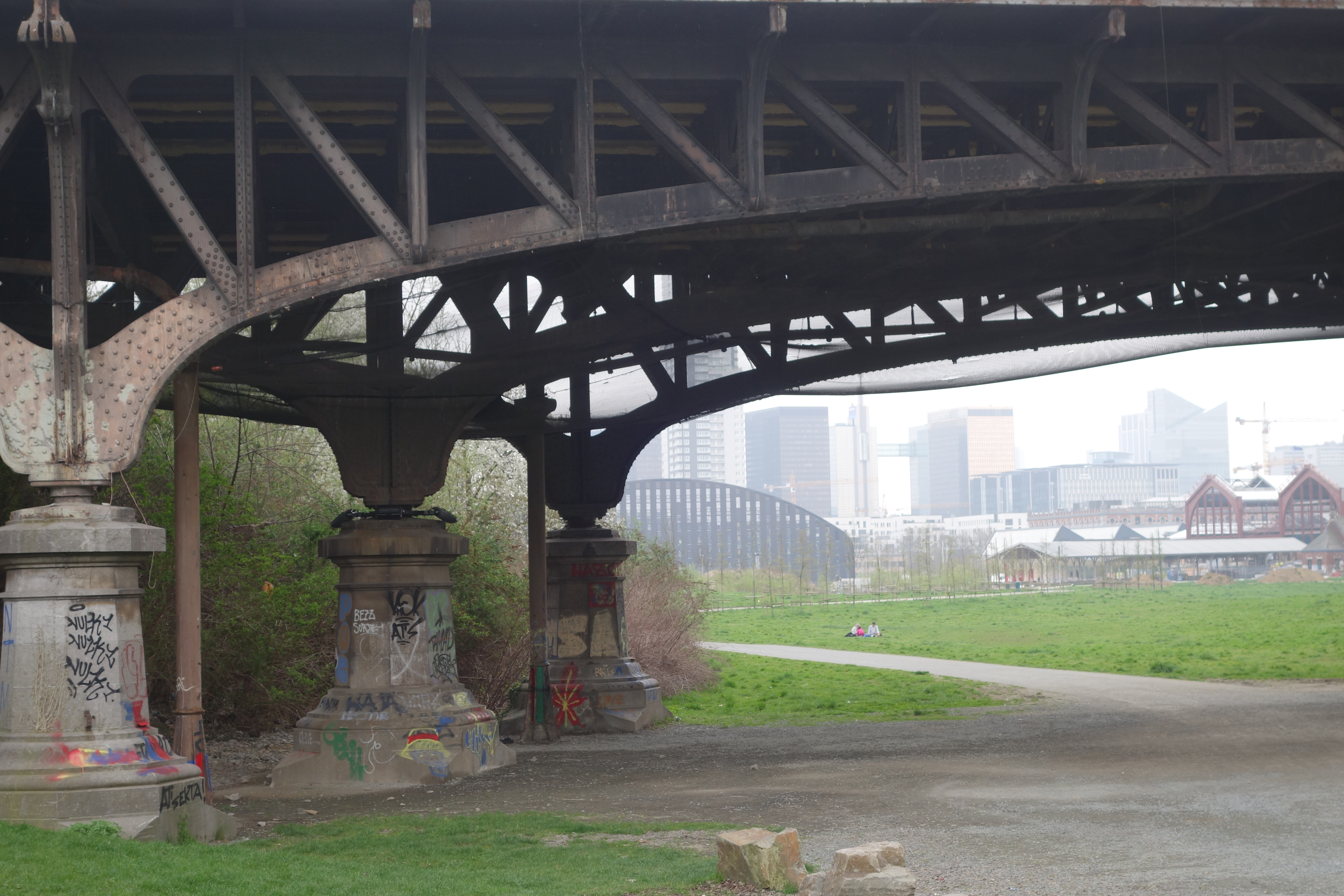
Toestand in 2018

Onder de brug liep de spoorlijn 28A, een aftakking van het Ringspoor die leidde naar het kopstation Gare Maritime. Deze spoorverbinding is in 2000 buiten dienst gesteld en op het terrein kwam in 2014 een landschapspark ontworpen door Bas Smets.
De Brusselse regering besliste in 2007 de Jubelfeestbrug te beschermen, hoewel de originele relingen, lantaarns en andere elementen verdwenen zijn. Ook is ze aangetast door corrosie en metaalmoeheid. Nadat de eigenaar NMBS lang dwars lag voor een renovatie, kwam er in 2021 een akkoord met het Brussels gewest: elke partij zal vier miljoen euro bijdragen en na afloop wordt de brug voor een euro eigendom van het gewest.

## Voetnoten
1. ↑  Jubelfeestbrug te koop voor één euro, BRUZZ, 8 januari 2020. Gearchiveerd op 19 augustus 2022.
2. ↑  ‘Jubelfeestbrug zal een parel worden’, bruzz.be, 16 juli 2021. Gearchiveerd op 1 september 2023.